# Can Bassa (Llofriu)
Can Bassa fou la casa pairal dels Bassa Rocas de Llofriu, del segle xix. Edifici datat el 1889, d'estil neoclàssic popular, conserva a les parets dibuixos i textos realitzats per membres d'aquesta família, els quals han fet aportacions rellevants a Catalunya i a Amèrica. La folklorista amateur Irene Rocas Romaguera, la poetessa Maria Gràcia Bassa Rocas, el periodista Florenci Bassa Rocas o l'artista Serafí Bassa Rocas formaven part de la família Bassa-Rocas.

## Descripció
Can Bassa és una casa exempta, amb espai de jardí, que es troba a l'entrada del poble de Llofriu per llevant, pel Ramal. Consta de planta baixa, pis i golfes. Té una coberta de doble vessant dissimulada exteriorment per cornisament i barana que coronen els murs. L'edifici té quatre eixos.
En la composició de la façana principal, a migdia, amb predomini del buit sobre els plens, l'eix de l'extrem de ponent crea un sector diferencial de la resta, distinció que marca una lesena o faixa vertical. Els altres tres eixos són centrats per la portada que té marc de pedra motllurat i arc de mig punt en el qual hi ha la inscripció: J.B./1889. Als seus costats hi ha dos finestrals rectangulars emmarcats per ressalts de pedra, llisos, igualment com ho són les obertures dels tres grans balcons del pis, que
són de dimensions idèntiques. La crugia de ponent té una finestra a la planta igual que les esmentades, però al pis trenca el ritme amb una àmplia arcada que correspon a la galeria que segueix per tot el costat occidental de la casa.
Una cornisa motllurada molt prominent i, sobre d'ella, una barana opaca, rematen la façana principal i segueixen per les laterals. La decoració es completa amb faixes ressaltades i una socolada. Les obertures dels altres murs tenen els arcs de rajol a sardinell.
Les estances interiors —que mantenen els enlluïts, però encalcinats— són cobertes amb voltes de maó de llunetes. La distribució de l'espai, en ambdues plantes, s'ordena a partir d'una gran sala central a la qual donen les habitacions laterals. Els paraments exteriors es deixaren sense arrebossar, la qual cosa no devia ser la idea original, ja que l'aparell i fins elements com els ressalts decoratius, són fets amb simple pedruscall barrejat amb trossos de terrissa. Resten visibles els arcs de descàrrega sobre les llindes dels finestrals. Al jardí s'hi troba un grup de xiprers.
L'autor de l'edifici degué ser el mateix mestre de cases que projectà una altra casa propera, a uns 200 m, vora el Ramal, entre Llofriu i la carretera comarcal, és d'estructura i factura i gairebé idèntica. També se li pot atribuir una casa semblant de la Barceloneta.
Al primer pis i a les golfes s'hi troben una sèrie de dibuixos a les parets fets per Serafí Bassa acompanyats de frases escrites per diversos membres de la família Bassa Rocas i amics seus. La importància d'aquests dibuixos i les frases rau en el fet que van ser realitzats per alguns dels membres de la família Bassa Rocas que van fer aportacions destacades a la cultura tant a Catalunya com a Amèrica, com a escriptors, folkloristes, periodistes, pintors i escultors.

## Història

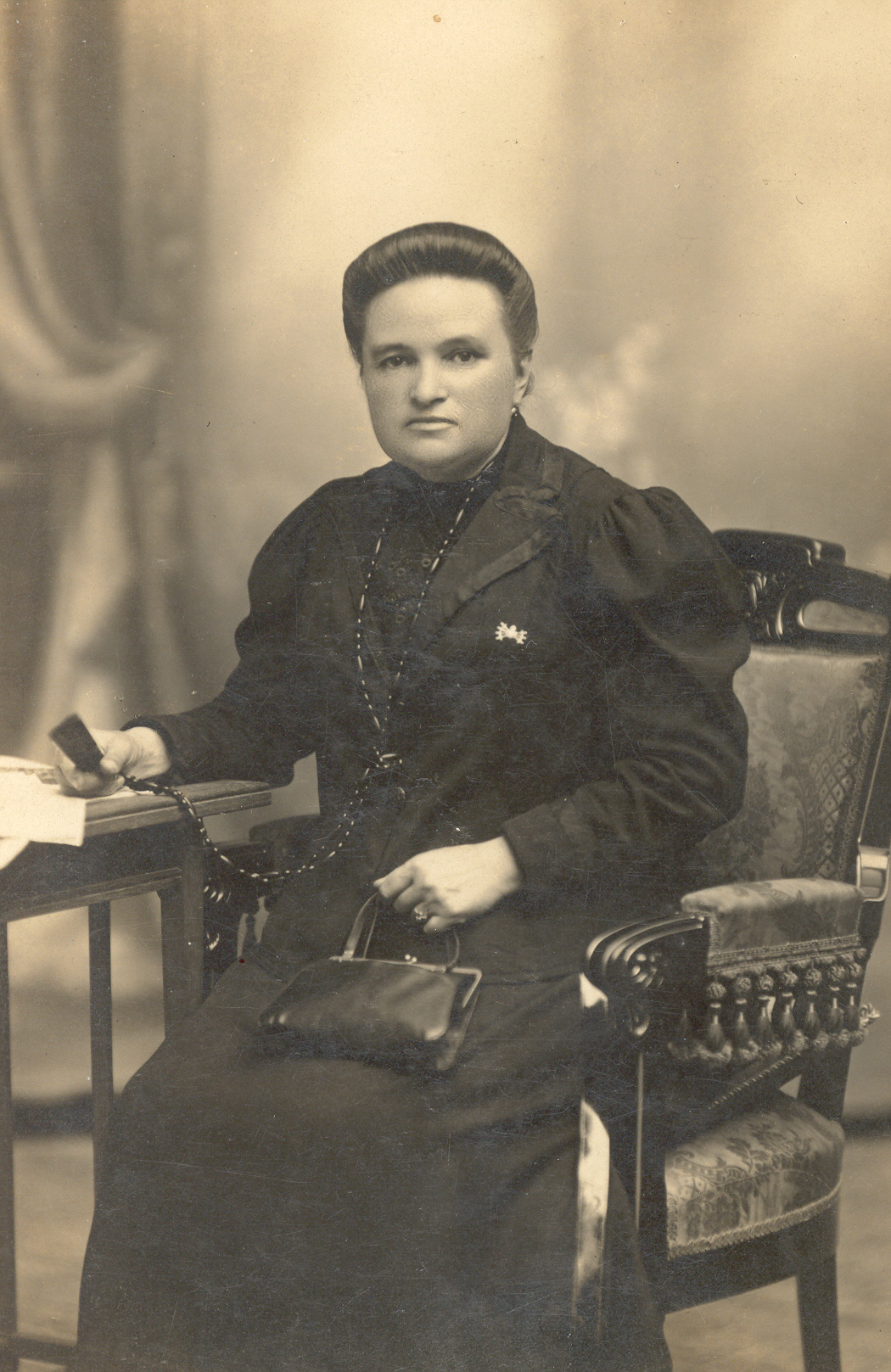
Irene Rocas, en la seva etapa barcelonina

En aquesta casa hi va viure Irene Rocas amb el seu marit Joan Bassa, amb qui es casà el 1881, i els seus cinc fills, de 1891 a 1906, any en què mor Joan Bassa. Després d'aquesta data, Irene i els seus fills només hi fan estades esporàdiques.
Una de les filles d'Irene Rocas fou la poetessa Maria Gràcia Bassa, mestra de Llofriu. L'any 1907 es va casar i va marxar cap a l'Argentina on va desenvolupar una important activitat literària. El periodista, editor i fotògraf Florenci Bassa fou un altre dels fills d'Irene Rocas. Serafí Bassa, un altre dels fills d'Irene, fou dibuixant, pintor i escultor, autor dels dibuixos que hi ha a les parets de can Bassa.

### Escola pública i centre cultural
Llofriu va dependre del districte escolar de Mont-ras, fins i tot després de la seva segregació de Palafrugell el 1858. L'any 1904 diversos veïns de Llofriu van demanar la creació d'una escola pública al nucli. L'inspector d'ensenyament de la zona va recomanar la creació d'estudis oficials a Llofriu. El ministeri d'Instrucció Pública en va disposar la creació els anys vint. Durant molt de temps s'ocuparien com escoles edificis que particulars de Llofriu cedien a l'ajuntament (can Saubà, can Riembau i can Bassa). L'agost de 1986 l'Ajuntament de Palafrugell va adquirir l'edifici de l'escola de Llofriu (Can Bassa). L'escola disposava d'una única aula unitària on es cursava el primer cicle d'EGB. El nombre d'alumnes era baix i només es comptava amb un professor. L'escola va dur el nom de Maria Gràcia Bassa Rocas. L'any 1998 l'escola de Llofriu va deixar de funcionar i l'edifici va passar a ser un centre social i cultural.
Actualment l'edifici és un centre d'activitats culturals i veïnals, el Centre Cultural i Social Bassa Rocas. El 2008 l'Ajuntament de Palafrugell, després d'un any de restauració i de condicionament de l'edifici, el va inaugurar de nou. Actualment també és la seu de l'Associació de Veïns i Amics de Llofriu i de la Fundació Llofriu. Tant el fons documental de la família Bassa-Rocas com el de l'escola de Llofriu es conserven a l'Arxiu Municipal de Palafrugell. El fons de l'escola va ser conservat al mateix centre fins al seu ingrés a l'Arxiu Municipal de Palafrugell. El fons conté la documentació generada de l'administració de l'escola però també la documentació generada a partir de la pròpia activitat escolar.